# Вывожук
Вывожук — международная онлайн-организация, которая помогает бежать из России людям, преследуемым по политическим мотивам в связи с вторжением России на Украину.
Участники «Вывожука» пользуются псевдонимами, а для коммуникации используют мессенджер Element.io и сервис CryptoPad. Они координируют действия людей, находящихся под мерами пресечения ФСБ, и помогают им безопасно покинуть территорию России..
16 июля 2025 журналистка Ирина Шихман взяла интервью у участников «Вывожука».